# Rien ne va plus (romanzo)
Rien ne va plus è un romanzo giallo di Antonio Manzini pubblicato da Sellerio, l'ottavo romanzo della serie dedicata al vicequestore Rocco Schiavone.

## Trama
Un furgone portavalori, che trasporta i tre milioni di entrate del casinò di Saint Vincent, scompare nel nulla e una delle due guardie verrà ritrovata in stato confusionale. Partono da qui le indagini di Rocco Schiavone, ancora impegnato nel caso Favre, sul quale aleggiano ancora dei punti oscuri.
Il vicequestore, inoltre, che si sente sempre più sotto la lente d'ingrandimento del Viminale, teme che venga ritrovato il cadavere di Luigi Baiocchi, il cui rinvenimento porterebbe alla luce una verità che farebbe meglio a rimanere nascosta.
Riuscirà Rocco Schiavone a risolvere le indagini e a fare chiarezza sugli eventi legati al suo passato?